# Crkva sv. Marije u Foči
Crkva sv. Marije (sv. Gospe) je bila rimokatolička crkva u Foči.
Nalazila se na lijevoj obali Čehotine. Bila je građena u romaničkom stilu. Gradnju joj datira najkasnije u 12. stoljeću. Srušena je tijekom osmanske vlasti u Bosni, u 16. stoljeću. Od zgrade su ostali dio kamenoga friza s bogatom dekoracijom, kamena rozeta i tri zanimljiva kamena ornamenta kapitela i dr. Nova, secesijska crkva, nasljednica ove crkve, sagrađena je na suprotnoj strani rijeke i bila je posvećena Božanskom Srcu.
Na drugoj strani Čehotine bila je od srednjeg vijeka crkva u Kaurskom Polju. O objema crkvama postojala je samo narodna predaja, a nalazi su poslije potvrdili postojanje obiju. Neki su pisci išli daleko u tezama, da je to bila patarenska bogomolja, ali su se oslanjali samo na narodnu predaju bez ikakva navedenog konkretnog podatka u prilog toj tezi.
Kad su Osmanlije zauzele Foču, ova je katolička crkva pretvorena u Carevu džamiju. Povjesničar Alija Bejtić zabilježio je da je napisao na temeljima ove crkve sultan Bajazit Drugi podigao džamiju 1501. godine. Pri pretvaranju crkve u džamiju unutrašnjost joj je bila poprilično izmijenjena. Vanjski su zidovi ostali netaknuti. Prije preuređenja imala je karakterističan tlocrt trobrodne crkve baziličnog tipa, što je bila velika rijetkost u tadašnjem vremenu, kada je graditeljstvu pridavano kudikamo veće značenje nego danas.
Arheološka snimanja 1953. utvrdila su doista postojanje ove crkve i da je prvotna građevina na mjestu Careve džamije crkva. Tlocrtni oblik objekta odvaja se od uobi čajenog rješenja džamija, Unutarnje dimenzije danas iznose 19,00 x 10,65 m, gdje je omjer stranica gotovo 1:2. Tlocrt je tipičan za trobrodne crkve bazilikalnog tipa. Zid čini nepravilno i pritesano kamenje. Snažni vanjski zidovi debljine 110 cm pokazuju namjenu nošenja kamene konstrukcije, što odudara od tadašnjeg relativno laganoga četverostrešnog drvenog krovišta Careve džamije. Džamija s običnim krovištem ne rabi tako snažne zidove. Na adaptaciju crkve u džamiju pokazuje podnožje minareta. Nije uopće povezano nekim rješenjem s objektom, što je kod džamija, nego pokazuje da je naknadno prikrpljeno već postojećem objektu. Pri renoviranju unutrašnjosti džamije 1920-ih nađene su u zidu škulje, uzidani ormarići. Do 1953. zazidani su i prežbukani. U kamenoj ogradi džamijskog groblja u neposrednoj okolini džamije otkriveni su arhitektonski fragmenti koji uopće ne pripadaju orijentalno-islamskoj građevnoj umjetnosti: rozeta - stilizirani lotosov cvijet, frizevi u više pojasa s i bez antičkih karakteristika, motiviima vijugave loze s lišćem i grozdovima te unikatni ornament dvostrukih hrastovih listova, sve rađeno visokom klesarskom tehnikom. Ukazivali su na monumentalnu i raskošnu građevinu, kojoj su pripadali. Svi ti elementi jasno ukazuju da je stara crkva bila također reprezentativna građevina. U podnožju je kvalitetna žbuka, danas potpuno petrificirana. Škulje u unutrašnjosti zdanja tipične su za romaničku građevinu. Najviše ih je gradila romanika. Škulje nisu drugo nego tzv. kustodije. Gradilo ih se uz apsidu ili odmah do ulaza, za potrebe svećenika.